# Brudgåva
En brudgåva är en särskild gåva som överlämnas under bröllopet.